# ایست آیلز (مینیاپولیس)
ایست آیلز (به انگلیسی: East Isles) یک منطقهٔ مسکونی در ایالات متحده آمریکا است که در مینیاپولیس واقع شده‌است. ایست آیلز ۳٬۱۶۹ نفر جمعیت دارد و ۲۵۸٫۷۸ متر بالاتر از سطح دریا واقع شده‌است.